# Йолохочитлский миштекский язык
Йолохочитлский миштекский язык (Mixteco de Yoloxóchitl, Yoloxóchitl Mixtec) — миштекский язык, на котором говорят в городах Йолохочитл и Куанакаститлан, южнее города Тлапа (на полпути между ареалами метлатонокского и аютланского диалектов миштекского языка), муниципалитета Сан-Луис-Акатлан на юго-востоке штата Герреро в Мексике.